# Südostasienspiele 2017/Badminton
Titelträger im Badminton wurden bei den Südostasienspielen 2017 in Kuala Lumpur in fünf Einzel- und zwei Mannschaftsdisziplinen ermittelt. Die Spiele fanden vom 22. bis zum 29. August 2017 statt.

## Medaillengewinner
| Herreneinzel | Jonatan Christie | Khosit Phetpradab | Ihsan Maulana Mustofa |  |  |  |
| Herreneinzel | Jonatan Christie | Khosit Phetpradab | Nguyễn Tiến Minh |  |  |  |
| Dameneinzel  | Goh Jin Wei | Sonia Cheah Su Ya | Pornpawee Chochuwong |  |  |  |
| Dameneinzel  | Goh Jin Wei | Sonia Cheah Su Ya | Gregoria Mariska Tunjung |  |  |  |
| Herrendoppel | Kittinupong Kedren Dechapol Puavaranukroh | Ong Yew Sin Teo Ee Yi | Bodin Isara Nipitphon Puangpuapech |  |  |  |
| Herrendoppel | Kittinupong Kedren Dechapol Puavaranukroh | Ong Yew Sin Teo Ee Yi | Fajar Alfian Muhammad Rian Ardianto |  |  |  |
| Damendoppel  | Jongkolphan Kititharakul Rawinda Prajongjai | Puttita Supajirakul Sapsiree Taerattanachai | Vivian Hoo Kah Mun Woon Khe Wei |  |  |  |
| Damendoppel  | Jongkolphan Kititharakul Rawinda Prajongjai | Puttita Supajirakul Sapsiree Taerattanachai | Đinh Thị Phương Hồng Đỗ Thị Hoài |  |  |  |
| Mixed        | Dechapol Puavaranukroh Sapsiree Taerattanachai | Goh Soon Huat Shevon Jemie Lai | Chan Peng Soon Cheah Yee See |  |  |  |
| Mixed        | Dechapol Puavaranukroh Sapsiree Taerattanachai | Goh Soon Huat Shevon Jemie Lai | Bodin Isara Savitree Amitrapai |  |  |  |
|              | | | |  |  |  |
| Herrenteam   | Indonesien Fajar Alfian Berry Angriawan Muhammad Rian Ardianto Jonatan Christie Hafiz Faizal Hardianto Firman Abdul Kholik Panji Ahmad Maulana Ihsan Maulana Mustofa Edi Subaktiar                                         | Malaysia Chan Peng Soon Goh Soon Huat Goh Sze Fei Nur Izzuddin Lee Zii Jia Lim Chi Wing Ong Yew Sin Soong Joo Ven Teo Ee Yi Iskandar Zulkarnain Zainuddin  | Thailand Adulrach Namkul Bodin Isara Dechapol Puavaranukroh Kantaphon Wangcharoen Khosit Phetpradab Kittinupong Kedren Nanthakarn Yordphaisong Nipitphon Puangpuapech Suppanyu Avihingsanon Trawut Potieng |  |  |  |
| Herrenteam   | Indonesien Fajar Alfian Berry Angriawan Muhammad Rian Ardianto Jonatan Christie Hafiz Faizal Hardianto Firman Abdul Kholik Panji Ahmad Maulana Ihsan Maulana Mustofa Edi Subaktiar                                         | Malaysia Chan Peng Soon Goh Soon Huat Goh Sze Fei Nur Izzuddin Lee Zii Jia Lim Chi Wing Ong Yew Sin Soong Joo Ven Teo Ee Yi Iskandar Zulkarnain Zainuddin  | Singapur Danny Bawa Chrisnanta Terry Hee Hendra Wijaya Jason Wong Guang Liang Lee Jian Liang Loh Kean Hean Loh Kean Yew Muhammad Elaf Tan Wei Ryan Ng Zin Rei Dominic Soh Shi Xuan                         |  |  |  |
| Damenteam    | Thailand Savitree Amitrapai Pattarasuda Chaiwan Pornpawee Chochuwong Nitchaon Jindapol Chananchida Jucharoen Jongkolphan Kititharakul Busanan Ongbumrungpan Rawinda Prajongjai Puttita Supajirakul Sapsiree Taerattanachai | Malaysia Sonia Cheah Su Ya Cheah Yee See Chow Mei Kuan Goh Jin Wei Ho Yen Mei Vivian Hoo Kah Mun Shevon Jemie Lai Lee Meng Yean Lee Ying Ying Woon Khe Wei | Indonesien Apriyani Rahayu Dinar Dyah Ayustine Fitriani Gloria Emanuelle Widjaja Gregoria Mariska Tunjung Greysia Polii Hana Ramadhini Ni Ketut Mahadewi Istarani Rosyita Eka Putri Sari Shella Devi Aulia |  |  |  |
| Damenteam    | Thailand Savitree Amitrapai Pattarasuda Chaiwan Pornpawee Chochuwong Nitchaon Jindapol Chananchida Jucharoen Jongkolphan Kititharakul Busanan Ongbumrungpan Rawinda Prajongjai Puttita Supajirakul Sapsiree Taerattanachai | Malaysia Sonia Cheah Su Ya Cheah Yee See Chow Mei Kuan Goh Jin Wei Ho Yen Mei Vivian Hoo Kah Mun Shevon Jemie Lai Lee Meng Yean Lee Ying Ying Woon Khe Wei | Singapur Grace Chua Sara Koh Liang Xiaoyu Nur Insyirah Khan Ong Ren Ne Si To Jia Rong Tan Wei Han Crystal Wong Jia Ying Yeo Jia Min                                                                        |  |  |  |

## Medaillenspiegel
| Rang   | Land       | Gold | Silber | Bronze | Gesamt |
| ------ | ---------- | ---- | ------ | ------ | ------ |
| 1      | Thailand   | 4    | 2      | 4      | 10     |
| 2      | Indonesien | 2    | 0      | 4      | 6      |
| 3      | Malaysia   | 1    | 5      | 2      | 8      |
| 4      | Singapur   | 0    | 0      | 2      | 2      |
| 5      | Vietnam    | 0    | 0      | 2      | 2      |
| Gesamt | Gesamt     | 7    | 7      | 14     | 28     |